# Allmänna beredningsutskottet
För andra betydelser, se Beredningsutskott.
Allmänna beredningsutskottet (förkortat ABU) var under tvåkammartiden i den svenska riksdagen ett särskilt utskott som beredde ärenden som inte på något naturligt sätt kunde hänföras till något annat utskotts ansvarsområde. Innan denna utskottsform inrättades hanterades sådana frågor i stället genom tillfälliga utskott. Fram till 1952 års utgång fanns ett allmänt beredningsutskott för vardera kammaren, men 1953 sammanslogs dessa till ett gemensamt utskott som fanns kvar till dess att tvåkammarriksdagen avskaffades 1970.